# Летаргічний енцефаліт
Епідемі́чний летаргі́чний енцефалі́т (лат. encephalitis lethargica; інакше — епідемічний енцефаліт тип А, також енцефаліт Економо) — один з видів енцефаліту, ймовірно інфекційного походження.
У 1918—1928 роках епідемія летаргічного енцефаліту охопила майже всі країни світу, залишивши дуже багато хворих у хронічній стадії з ознаками паркінсонізму. На сьогодні хвороба не зустрічається. Захворювання детально описав віденський невролог Константин фон Економо (1876—1931 роки) у 1916 році, на честь якого одна з назв хвороби.

## Етіологія
Збудник летаргічного енцефаліту досі не ідентифікований, проте вважають, що ним був якийсь нейротропний вірус, який передавався повітряно-крапельним механізмом. Хворобу спостерігали головним чином у помірних і високих широтах взимку і пізно восени.

## Патоморфологічні зміни
У базальних ядрах і ядрах мозкового стовбура, виявляються виражені запальні зміни ексудативно-проліферативного характеру, які змінюються незворотними дистрофічними процесами в чорній речовині та блідій кулі.

## Клінічні ознаки
Інкубаційний період триває від 1 до 14 діб і більше.
У клінічному перебігу епідемічного енцефаліту виділяють гостру і хронічну стадії, які розділяються проміжком часу від декількох місяців до 5-10 років.

### Гостра стадія
Характеризується загальноінфекційною симптоматикою та розвитком окуло-летаргічного синдрому, що включає патогномонічні порушення сну — хворі сплять цілодобово, їх легко розбудити, проте вони зразу ж засинають і причому за будь-яких умов: сидячи, стоячи, з ложкою в руці, зі шматком їжі в роті, на півслові, а також окорухові порушення — двоїння, птоз, недостатність конвергенції, паралічі погляду та зіничні розлади (зворотний симптом Аргайлла Робертсона: відсутність або зниження реакції зіниць на акомодацію і конвергенцію при наявності живої реакції на світло).
Часто спостерігають вегетативні розлади: підвищене або помітно знижене потовиділення, гіперсалівація, гіперпродукція сальних залоз (сальність обличчя), тахікардія.
Психічні розлади найчастіше мають характер легкого збудження, яке супроводжується сплутаністю свідомості, маренням.

### Хронічна стадія
Основним клінічним проявом хронічної стадії епідемічного енцефаліту є паркінсонізм. Для даного синдрому характерні: порушення рухової активності (збіднення і уповільненість рухів, амімія, монотонна, невиразна мова, про-, латеро- і ретропульсії, ахейрокінез тощо); підвищення м'язового тонусу за пластичним типом (екстрапірамідна ригідність, «феномен зубчастого колеса»); психічні порушення (уповільнюються психічні процеси, акайрія); дрібнорозмашистий тремор в руках (за типом «рахунку монет»); вегетативні порушення (гіперсалівація, масна шкіра, гіпергідроз).
Поряд з синдромом паркінсонізму іноді можуть розвиватися ендокринні розлади.

## Лікування і профілактика
Етіологічного лікування немає. Використовують патогенетичне та симптоматичне лікування.
Оскільки захворювання ймовірно передається повітряно-крапельним механізмом, необхідні своєчасна ізоляція і лікування хворого в умовах інфекційного відділення. Приміщення, де він перебував, а також одяг підлягають дезінфекції.